# 瀬下寛之
瀬下 寛之（せした ひろゆき、1967年 - ）は、日本の映画監督、CGディレクター、演出家。CGスタジオ・UNEND主宰、株式会社Studio KADAN代表取締役副社長。東京都出身。

## 経歴
- 1989年 - リンクスに入社
- 1996年 - スクウェアに入社。SQUARE USA Honolulu Studioに配属。
- 2004年 - カシオエンターテイメントの設立に参画（常務取締役／エクゼクティブ・ディレクター）
- 2010年 - ポリゴン・ピクチュアズに入社[1][2]。
- 2021年 - KADOKAWAの子会社としてStudio KADANを設立、代表取締役副社長に就任[3]。

## 主な作品

### 映画
1990年
- ユニバース2 -太陽の響-

1993年
- REX 恐竜物語（CG）

1994年
- ノストラダムス戦慄の啓示（CG）
- 河童（CG）

1997年
- パラサイト・イブ（CG）

2001年
- Final Fantasy:The Spirits Within（アートディレクター）

2004年
- デビルマン（CG）

2005年
- HINOKIO（CG）

2007年
- 大日本人（VFX監督）

2009年
- しんぼる（VFX監督）

2014年
- 劇場版シドニアの騎士（副監督）

2015年
- 亜人（2015年 - 2016年、総監督）

2017年
- BLAME!（監督）
- GODZILLA (アニメ映画)（2017年 - 2018年、監督）

2022年
- すずめの戸締まり（CGキャラクター演出）

2023年
- ルパン三世VSキャッツ・アイ（監督）

### テレビアニメ
2014年
- シドニアの騎士（副監督）

2015年
- シドニアの騎士 第九惑星戦役（監督）

2016年
- 亜人（総監督）

2020年
- 名探偵コナン（OPディレクター）

2023年
- カミエラビ（監督）

### Webアニメ
2019年
- Levius -レビウス-（総監督）

2023年
- GAMERA -Rebirth-（監督・原案・シリーズ構成・脚本・ノベライズ）

### ゲーム
1997年
- ファイナルファンタジーVII（FIELD & MOVIE SECTION）（CG OUTSIDE CONTRACTOR 株式会社リンクス）） ※表記:瀬下裕幸

2001年
- ファイナルファンタジーX（VFX SUPERVISOR）

2002年
- ファイナルファンタジーXI（スクウェア・ヴィジュアルワークス ムービースタッフ） ※表記:瀬下裕幸
- キングダムハーツ（VISUAL EFFECTS SUPERVISOR）

2003年
- ファイナルファンタジーX-2（VFX DESIGNERS）

2012年
- ストリートファイター X 鉄拳

### 書籍
- 汐文社『夢活!なりたい!アニメの仕事3 監督・背景美術・音響ほか』（2018年、取材協力:ポリゴン・ピクチュアズ）